# Kommunalwahl in Nürnberg 2026

Kleines Wappen der Stadt Nürnberg
Großes Wappen der Stadt Nürnberg

Die Kommunalwahl in Nürnberg 2026 soll, wie im ganzen Freistaat Bayern regulär am 8. März 2026 stattfinden. Neben dem Nürnberger Oberbürgermeister wird auch der Rat der Stadt Nürnberg gewählt.

## Ausgangslage
- LLN: 1
- Linke: 3
- Piraten: 1
- PB: 1
- SPD: 18
- Grüne: 14
- GUTEN: 1
- ÖDP: 2
- Volt: 1
- FW: 2
- FDP: 1
- CSU: 23
- AfD: 4

Unter den Sitzen der CSU befindet sich der des Oberbürgermeisters. Eleni Kasfiki trat im Herbst 2024 aus der Partei und Fraktion der CSU aus und ist seit April 2025 Mitglied der Linken-Fraktion sowie seit Juni 2025 Mitglied der Partei Volt.
Bei der Kommunalwahl 2020 betrug die Wahlbeteiligung bei 389.547 Stimmberechtigten 44,8 % Prozent. Zum Oberbürgermeister wurde in einer Stichwahl gegen Thorsten Brehm (SPD) mit 52,17 % Marcus König (CSU) gewählt. Stärkste Fraktion im Nürnberger Stadtrat wurde die CSU mit 31,3 % der Stimmen (22 Sitze), vor der SPD (25,8 %, 18 Sitze) und den Grünen (20,0 %, 14 Sitze). Da es bei Kommunalwahlen in Bayern keine Sperrklausel gibt, waren auch folgende Parteien vertreten: Die AfD (5,7 %, 4 Sitze), Die Linke (3,9 %, 3 Sitze), Freie Wähler (2,8 %, 2 Sitze), ÖDP (2,3 %, 2 Sitze), FDP (2,1 %, 1 Sitz), Die Partei/Piraten (1,7 %, 1 Sitz), Politbande (1,7 %, 1 Sitz), Linke Liste Nürnberg (1,3 %, 1 Sitz) sowie Die Guten (0,8 %, 1 Sitz).
Die bereits von 2008 bis 2020 bestehende sogenannte Große Koalition aus SPD und CSU wurde fortgesetzt.

## Stimmbezirke
Bei der Kommunalwahl 2020 gab es 524 Stimm- bzw. Wahlbezirke, während es bei der Bundestagswahl 2021 626 Bezirke sowie bei der Bayernwahl 2023 318 und der Europawahl 2019 jeweils 515 Stimmbezirke gab. Diese setzten sich aus 375 Urnenstimmbezirken sowie 140 Briefstimmbezirken zusammen.
Die Anzahl der Briefwahlstimmbezirke erhöhte sich um 9 auf 149, sodass es bei der Wahl insgesamt 524 Stimmbezirke gab. Die Urnenstimmbezirke umfassen jeweils rund 1.400 wahlberechtigte Personen, setzen sich aus Baublöcken zusammen und werden durch Straßen- und Wegeverläufe, Bahnstrecken oder Gewässer begrenzt.

## Wahl des Oberbürgermeisters
In Nürnberg lautet der Titel des amtierenden Bürgermeisters Oberbürgermeister. Bei der Kommunalwahl 2020 war Marcus König (CSU) in einer Stichwahl gegen Thorsten Brehm (SPD) zum ersten Mal gewählt worden. Die zweiten und dritten Bürgermeister werden vom Stadtrat aus seinen Reihen gewählt. Zweiter Bürgermeister wurde Julia Lehner (CSU), dritter Bürgermeister Christian Vogel (SPD).

### Modus, Umfragen, Stichwahl
Im bayerischen Kommunalwahlrecht ist für den Fall, dass keiner der Bewerber im ersten Wahlgang eine absolute Mehrheit (50 %) erreicht, vorgesehen, dass in einem zweiten Wahlgang eine Stichwahl zwischen den beiden führenden Kandidaten durchgeführt wird.
Bei der Wahl zum Nürnberger Oberbürgermeister gab es seit Einführung der Direktwahl des OB 1952 erst vier Stichwahlen: 1987, 1996, 2002 und 2020, wobei jeweils 1996 und 2002 ein amtierender OB in die Stichwahl musste.
Im März 2025 stimmte die SPD bei einem Mitgliederentscheid über die Kandidatur um das Oberbürgermeisteramt ab. Neben dem Nürnberger SPD-Vorsitzenden Nasser Ahmed bewarb sich auch die Sozialreferentin Elisabeth Ries. Ahmed ging aus dieser Abstimmung mit 66,4 % der Stimmen gegenüber Ries, auf die 32,2 % entfielen, als Sieger hervor. Etwa 1,4 Prozent enthielten sich der Stimme. Offiziell wurde das Ergebnis noch auf einem Parteitag am 30. April bestätigt. Die CSU nominierte ihrerseits am 23. März 2025 den amtierenden Oberbürgermeister Marcus König einstimmig zu ihrem Kandidaten. Die Nürnberger Grünen kürten auf einem Parteitag Mitte April 2025 die Umweltreferentin Britta Walthelm mit 96,4 Prozent zu ihrer Spitzenkandidatin für das OB-Amt. Ende Juni 2025 wählte die Partei Die Linke ihre Listenaufstellung und kürte Titus Schüller zum dritten Mal zu ihrem Kandidaten um das Oberbürgermeisteramt. Die Freien Wähler haben am 16. Juli 2025 ihren Oberbürgermeisterkandidaten benannt. Sie gehen mit Thomas Estrada, dem Vorsitzenden ihrer Nürnberger Kreisvereinigung, ins Rennen.
Eine nicht repräsentative Umfrage zur Oberbürgermeisterwahl im April 2024, zeichnete einen Zweikampf zwischen dem Amtsinhaber König und dem SPD-Vorsitzenden Nasser Ahmed ab, wobei die jetzt nominierte Grüne OB-Kandidatin Britta Walthelm zu diesem Zeitpunkt nicht abgefragt wurde.
| Medium              | Datum      | Marcus König (CSU) | Nasser Ahmed (SPD) | Achim Mletzko (Grüne) | Martin Sichert (AfD) | Titus Schüller (LINKE) | Ümit Sormaz (FDP) |
| ------------------- | ---------- | ------------------ | ------------------ | --------------------- | -------------------- | ---------------------- | ----------------- |
| The Nuremberg Times | 02.04.2024 | 41,3 %             | 26,9 %             | 14,2 %                | 8,9 %                | 5,3 %                  | 0,7 %             |

## Wahl des Stadtrates
Die Nürnberger Stadträte sind, wie in Kommunalverwaltungen üblich, ehrenamtlich tätig. Die berufsmäßigen Stadträte (in Nürnberg als Leiter der jeweiligen Referate als Referenten bezeichnet) werden vom Stadtrat für 6 Jahre gewählt. Sie sind Mitglieder des Stadtrates und haben Rede-, aber kein Stimmrecht. In der Regel finden die Wahlen der Referenten in Nürnberg kurz vor der nächsten Kommunalwahl statt. Da der Zeitpunkt der Vergabe aber nicht die Mehrheitsverhältnisse des Rats in der kommenden Periode ab[bilde], forderten ÖDP, FDP, Die Guten und die Freien Wähler in einem gemeinsamen Antrag, die Amtszeit berufsmäßiger Stadträte erst in der ersten Hälfte der neuen Stadtratsperiode beginnen zu lassen. Der Antrag wurde seitens der SPD, CSU und der Grünen, die jeweils mindestens einen Referenten stellen, abgelehnt.
Der Nürnberger Stadtrat besteht aus 71 Mitgliedern (70 Räte plus OB). Da es keine Sperrklausel gibt und das Sainte-Laguë-Verfahren angewendet wird, ist es möglich, ab etwa 0,75 % der abgegebenen Stimmen einen Sitz zu bekommen. Parteien, die nicht im Landtag oder dem aktuellen Stadtrat vertreten sind, benötigen laut Art. 27 GLKrWG jeweils 610 Unterstützerunterschriften, um zur Wahl anzutreten. Die Reihenfolge auf dem Wahlzettel ergibt sich laut Art. 33 GLKrWG u. a. aus der Sitzverteilung bei der letzten Landtagswahl (1 CSU, 2 Freie Wähler, 3 AfD, 4 Grüne, 5 SPD, 6 FDP, 7 ÖDP, 8 Linke), der letzten Kommunalwahl und dem Alphabet.
Anders als auf Bundes- und Landesebene werden auf Kommunalebene nur selten Wahlumfragen gemacht. Deshalb ist es nur eingeschränkt möglich, die aktuelle politische Stimmung in Nürnberg einzuschätzen. Für die Wahl 2026 wird aber von einigen ein Dreikampf zwischen CSU, SPD und Grünen um die Mehrheit im Stadtrat erwartet.
Bei der Kommunalwahl in Bayern können die Wähler kumulieren und panaschieren, daher ist die Stimmenzahl größer als die reine Zahl der Stimmberechtigten. Diese Stimmen wurden erst am Montag nach der Wahl ausgezählt. Das vorläufige amtliche Endergebnis wird somit traditionell für Montagabend erwartet.
Am 18. Mai 2025 verabschiedeten sowohl die CSU, als auch die SPD ihre Listenvorschläge zur Stadtratswahl.

### Umfragen
In einer nicht repräsentativen Umfrage zeichnet sich ein Dreikampf zwischen SPD, CSU und Grünen ab. Die drei Parteien kamen in der Umfrage im April 2024 auf jeweils über 20 % der Stimmen.
| Medium              | Datum      | CSU    | Grüne  | SPD    | AfD   | LINKE | FW    | Piraten | FDP   | LLN   | Politbande | ÖDP   |
| ------------------- | ---------- | ------ | ------ | ------ | ----- | ----- | ----- | ------- | ----- | ----- | ---------- | ----- |
| The Nuremberg Times | 02.04.2024 | 31,2 % | 23,6 % | 21,4 % | 9,9 % | 5,3 % | 2,6 % | 1,9 %   | 1,7 % | 1,0 % | 0,7 %      | 0,7 % |
| Wahl 2020           | 15.03.2020 | 31,3 % | 20,0 % | 25,7 % | 5,7 % | 3,9 % | 2,8 % | 1,7 %   | 2,1 % | 1,3 % | 1,7 %      | 2,3 % |